# Eslida
Eslida è un comune spagnolo di 764 abitanti situato nella comunità autonoma Valenciana.